# إصبعية (حلوى)
الإصبَعيّة أو إكلير (بالإنجليزية: Éclair)‏ ضرب من الحلوى إصبعيّ الشكل. وقد شاع أيضًا باسمه الفرنسي: إكلَير. 